# FA Cup 1922-1923
La FA Cup 1922-1923 è stata la quarantottesima edizione della competizione più antica del mondo. È stata vinta dal Bolton Wanderers contro il West Ham United nella gara inaugurale dello Stadio di Wembley (1923).

## Risultati

### Primo turno
| # Partita      | Squadra di casa        | Risultato | Squadra fuori casa      | Data            | Spettatori | Sommario |
| -------------- | ---------------------- | --------- | ----------------------- | --------------- | ---------- | -------- |
| 1              | Bristol City           | 5–1       | Wrexham                 | 13 gennaio 1923 |            |          |
| 2              | Bury                   | 2–1       | Luton Town              | 13 gennaio 1923 |            |          |
| 3              | Liverpool              | 0–0       | Arsenal                 | 13 gennaio 1923 |            |          |
| Ripetizione    | Arsenal                | 1–4       | Liverpool               | 17 gennaio 1923 |            |          |
| 4              | South Shields          | 3–1       | Halifax Town            | 13 gennaio 1923 |            |          |
| 5              | Leicester City         | 4–0       | Fulham                  | 13 gennaio 1923 |            |          |
| 6              | Nottingham Forest      | 0–0       | Sheffield United        | 13 gennaio 1923 |            |          |
| Ripetizione    | Sheffield United       | 0–0       | Nottingham Forest       | 17 gennaio 1923 |            |          |
| 2ª ripetizione | Nottingham Forest      | 1–1       | Sheffield United        | 22 gennaio 1923 |            |          |
| 3ª ripetizione | Sheffield United       | 1–0       | Nottingham Forest       | 23 gennaio 1923 |            |          |
| 7              | Aston Villa            | 0–1       | Blackburn Rovers        | 13 gennaio 1923 |            |          |
| 8              | Sheffield Wednesday    | 3–0       | New Brighton            | 13 gennaio 1923 |            |          |
| 9              | West Bromwich Albion   | 0–0       | Stalybridge Celtic      | 13 gennaio 1923 |            |          |
| Ripetizione    | Stalybridge Celtic     | 0–2       | West Bromwich Albion    | 17 gennaio 1923 |            |          |
| 10             | Sunderland             | 3–1       | Burnley                 | 13 gennaio 1923 |            |          |
| 11             | Derby County           | 2–0       | Blackpool               | 13 gennaio 1923 |            |          |
| 12             | Everton                | 1–1       | Bradford Park Avenue    | 13 gennaio 1923 |            |          |
| Ripetizione    | Bradford Park Avenue   | 1–0       | Everton                 | 17 gennaio 1923 |            |          |
| 13             | Swindon Town           | 0–0       | Barnsley                | 13 gennaio 1923 |            |          |
| Ripetizione    | Barnsley               | 2–0       | Swindon Town            | 18 gennaio 1923 |            |          |
| 14             | Newcastle Utd          | 0–0       | Southampton             | 13 gennaio 1923 |            |          |
| Ripetizione    | Southampton            | 3–1       | Newcastle Utd           | 17 gennaio 1923 |            |          |
| 15             | Tottenham              | 0–0       | Worksop Town            | 13 gennaio 1923 |            |          |
| Ripetizione    | Tottenham              | 9–0       | Worksop Town            | 15 gennaio 1923 |            |          |
| 16             | Manchester City        | 1–2       | Charlton Athletic       | 13 gennaio 1923 |            |          |
| 17             | Queen's Park Rangers   | 1–0       | Crystal Palace          | 13 gennaio 1923 |            |          |
| 18             | Portsmouth             | 0–0       | Leeds United            | 13 gennaio 1923 |            |          |
| Ripetizione    | Leeds United           | 3–1       | Portsmouth              | 17 gennaio 1923 |            |          |
| 19             | Brighton & Hove Albion | 1–1       | Corinthians             | 13 gennaio 1923 |            |          |
| Ripetizione    | Corinthians            | 1–1       | Brighton & Hove Albion  | 17 gennaio 1923 |            |          |
| 2ª ripetizione | Brighton & Hove Albion | 1–0       | Corinthians             | 22 gennaio 1923 |            |          |
| 20             | Norwich City           | 0–2       | Bolton Wanderers        | 13 gennaio 1923 |            |          |
| 21             | Plymouth Argyle        | 0–0       | Notts County            | 13 gennaio 1923 |            |          |
| Ripetizione    | Notts County           | 0–1       | Plymouth Argyle         | 17 gennaio 1923 |            |          |
| 22             | Bradford City          | 1–1       | Manchester Utd          | 13 gennaio 1923 |            |          |
| Ripetizione    | Manchester Utd         | 2–0       | Bradford City           | 17 gennaio 1923 |            |          |
| 23             | Hull City              | 2–3       | West Ham United         | 13 gennaio 1923 |            |          |
| 24             | Clapton Orient         | 0–2       | Millwall                | 13 gennaio 1923 |            |          |
| 25             | Oldham Athletic        | 0–1       | Middlesbrough           | 13 gennaio 1923 |            |          |
| 26             | Chelsea                | 1–0       | Rotherham County        | 13 gennaio 1923 |            |          |
| 27             | Huddersfield Town      | 2–1       | Birmingham              | 13 gennaio 1923 |            |          |
| 28             | Blyth Spartans         | 0–3       | Stoke                   | 13 gennaio 1923 |            |          |
| 29             | Cardiff City           | 1–1       | Watford                 | 13 gennaio 1923 |            |          |
| Ripetizione    | Watford                | 2–2       | Cardiff City            | 17 gennaio 1923 |            |          |
| 2ª ripetizione | Cardiff City           | 2–1       | Watford                 | 22 gennaio 1923 |            |          |
| 30             | Merthyr Town           | 0–1       | Wolverhampton Wanderers | 13 gennaio 1923 |            |          |
| 31             | Aberdare Athletic      | 1–3       | Preston North End       | 13 gennaio 1923 |            |          |
| 32             | Wigan Borough          | 4–1       | Bath City               | 13 gennaio 1923 |            |          |

### Secondo turno
| # Partita   | Squadra di casa         | Risultato | Squadra fuori casa     | Data            | Spettatori | Sommario |
| ----------- | ----------------------- | --------- | ---------------------- | --------------- | ---------- | -------- |
| 1           | Bristol City            | 0–3       | Derby County           | 3 febbraio 1923 |            |          |
| 2           | Bury                    | 3–1       | Stoke                  | 3 febbraio 1923 |            |          |
| 3           | South Shields           | 0–0       | Blackburn Rovers       | 3 febbraio 1923 |            |          |
| Ripetizione | Blackburn Rovers        | 0–1       | South Shields          | 7 febbraio 1923 |            |          |
| 4           | Leicester City          | 0–1       | Cardiff City           | 3 febbraio 1923 |            |          |
| 5           | Sheffield Wednesday     | 2–1       | Barnsley               | 3 febbraio 1923 |            |          |
| 6           | Bolton Wanderers        | 3–1       | Leeds United           | 3 febbraio 1923 |            |          |
| 7           | Wolverhampton Wanderers | 0–2       | Liverpool              | 3 febbraio 1923 |            |          |
| 8           | Middlesbrough           | 1–1       | Sheffield United       | 3 febbraio 1923 |            |          |
| Ripetizione | Sheffield United        | 3–0       | Middlesbrough          | 8 febbraio 1923 |            |          |
| 9           | West Bromwich Albion    | 2–1       | Sunderland             | 3 febbraio 1923 |            |          |
| 10          | Tottenham               | 4–0       | Manchester Utd         | 3 febbraio 1923 |            |          |
| 11          | Brighton & Hove Albion  | 1–1       | West Ham United        | 3 febbraio 1923 |            |          |
| Ripetizione | West Ham United         | 1–0       | Brighton & Hove Albion | 7 febbraio 1923 |            |          |
| 12          | Plymouth Argyle         | 4–1       | Bradford Park Avenue   | 3 febbraio 1923 |            |          |
| 13          | Millwall                | 0–0       | Huddersfield Town      | 3 febbraio 1923 |            |          |
| Ripetizione | Huddersfield Town       | 3–0       | Millwall               | 7 febbraio 1923 |            |          |
| 14          | Chelsea                 | 0–0       | Southampton            | 3 febbraio 1923 |            |          |
| Ripetizione | Southampton             | 1–0       | Chelsea                | 7 febbraio 1923 |            |          |
| 15          | Charlton Athletic       | 2–0       | Preston North End      | 3 febbraio 1923 |            |          |
| 16          | Wigan Borough           | 2–4       | Queen's Park Rangers   | 3 febbraio 1923 |            |          |

### Terzo turno
| # Partita   | Squadra di casa      | Risultato | Squadra fuori casa   | Data             | Spettatori | Sommario |
| ----------- | -------------------- | --------- | -------------------- | ---------------- | ---------- | -------- |
| 1           | Bury                 | 0–0       | Southampton          | 24 febbraio 1923 |            |          |
| Ripetizione | Southampton          | 1–0       | Bury                 | 28 febbraio 1923 |            |          |
| 2           | Liverpool            | 1–2       | Sheffield United     | 24 febbraio 1923 |            |          |
| 3           | Derby County         | 1–0       | Sheffield Wednesday  | 24 febbraio 1923 |            |          |
| 4           | Queen's Park Rangers | 3–0       | South Shields        | 24 febbraio 1923 |            |          |
| 5           | West Ham United      | 2–0       | Plymouth Argyle      | 24 febbraio 1923 |            |          |
| 6           | Huddersfield Town    | 1–1       | Bolton Wanderers     | 24 febbraio 1923 |            |          |
| Ripetizione | Bolton Wanderers     | 1–0       | Huddersfield Town    | 28 febbraio 1923 |            |          |
| 7           | Cardiff City         | 2–3       | Tottenham            | 24 febbraio 1923 |            |          |
| 8           | Charlton Athletic    | 1–0       | West Bromwich Albion | 24 febbraio 1923 |            |          |

## Turni finali

### Quarto turno
| 10 marzo 1923 | Southampton | 1 – 1 | West Ham Utd |  |

| 10 marzo 1923 | Tottenham | 0 – 1 | Derby County |  |

| 10 marzo 1923 | QPR | 0 – 1 | Sheffield Utd |  |

| 10 marzo 1923 | Charlton | 0 – 1 | Bolton |  |

#### Ripetizione
| 14 marzo 1923 | West Ham | 1 – 1 | Southampton |  |

#### Seconda ripetizione
| 19 marzo 1923 | West Ham | 1 – 0 | Southampton |  |

### Semifinali
| 24 marzo 1923 | West Ham | 5 – 2 | Derby County |  |

| 24 marzo 1923 | Bolton | 1 – 0 | Sheffield Utd |  |

### Finale
| Arbitro: | D. H. Asson (West Bromwich) |

| |            | |
| Jack 2’ JR Smith 53’ | Marcatori  | |
| Dick Pym Bob Haworth Alex Finney Harry Nuttall Jimmy Seddon Billy Jennings Billy Butler David Jack JR Smith Joe Smith Ted Vizard | Formazioni | Ted Hufton Billy Henderson Jack Young Syd Bishop George Kay Jack Tresadern Dick Richards Billy Brown Vic Watson Billy Moore Jimmy Ruffell |

| Bolton Wanderers | West Ham United |